# Factorización de matrices

En álgebra lineal la factorización de una matriz es la descomposición de la misma como producto de dos o más matrices según una forma canónica.
Según las aplicaciones de la factorización podemos distinguir los siguientes tipos de factorizaciones:

## Resolución de sistemas de ecuaciones lineales
Las siguientes factorizaciones se utilizan en la resolución de sistemas de ecuaciones lineales, cálculo de determinantes e inversión de matrices.

### Factorización LU
- Aplicable a: una matriz cuadrada A
- Factorización: {\displaystyle A=LU}, donde L es una matriz triangular inferior y U es una matriz triangular superior
- Notas: La factorización LU expresa el método de Gauss en forma matricial. En efecto, PA = LU donde P es una matriz de permutación. Los elementos de la diagonal principal de L son todos iguales a 1. Una condición suficiente de que exista la factorización es que la matriz A sea invertible.
- Resolución del sistema de ecuaciones lineales Ax = b: primero se resuelve el sistema de ecuaciones Ly = b y después Ux = y.
- Existencia: Una condición necesaria y suficiente es que todos los menores principales de A sean distintos de cero.[1]
- Métodos de cálculo: método de Crout que obtiene una matriz U cuyos elementos de la diagonal son todos 1. El método de Doolittle es una modificación del mismo.

### FactorizaciónLDLT{\displaystyle LDL^{T}}
- Aplicable a: una matriz simétrica A.
- Factorización: {\displaystyle A=LDL^{T}} donde L es una matriz triangular inferior con unos en la diagonal y {\displaystyle L^{T}} denota su matriz traspuesta. La factorización es única.
- Existencia: Una condición suficiente es que todos los menores principales de A sean distintos de cero.
- Notas: Si la matriz es definida positiva la factorización existe y es única siendo los elementos de la diagonal positivos.

### Factorización de Cholesky
- Aplicable a: una matriz simétrica definida positiva A
- Factorización: {\displaystyle A=LL^{T}}, donde L es una matriz triangular inferior con entradas en la diagonal positivas.
- Notas: La factorización siempre existe y es única.

### Factorización QRo triangularización ortogonal
- Aplicable a: una matriz A m por n.
- Factorización: {\displaystyle A=QR} donde Q es una matriz ortogonal m por m, y R es una matriz triangular superior m por n.
- Métodos de cálculo: La factorización QR puede calcularse mediante el proceso de ortogonalización de Gram-Schmidt aplicado a las columnas de A, mediante el uso de transformaciones de Householder y mediante transformaciones de Givens.
- Notas: La factorización QR puede utilizarse para "resolver" el sistema de ecuaciones lineales Ax = b cuando el número de ecuaciones es distinto al de incógnitas.

### Descomposición en valores singulares
- Aplicable a: una matriz A m-por-n.
- Factorización: {\displaystyle A=U\Sigma V^{T}}, donde Σ es una matriz diagonal mxn, y  U y V son matrices ortogonales mxm y nxn respectivamente, siendo {\displaystyle V^{T}} la traspuesta de V. Los elementos de la diagonal de Σ son los valores singulares de A y son mayores o iguales a cero.
- Notas: a la matriz {\displaystyle V\Sigma ^{+}U^{T}}, donde {\displaystyle \Sigma ^{+}} es igual a la matriz Σ reemplazando los valores singulares por sus recíprocos, se le llama pseudoinversa de A.

## Otros tipos de factorizaciones

### Diagonalización de una matriz
- Aplicable a: una matriz cuadrada A
- Factorización: A = CDC-1
- Existencia:

### Forma canónica de Jordan
- Aplicable a: una matriz cuadrada B
- Factorización:

### Factorización de rango
- Aplicable a: una matriz A de dimensiones {\displaystyle m\times n}
- Factorización: {\displaystyle A=CF}, donde {\displaystyle C} es una matriz {\displaystyle m\times r} y {\displaystyle F} es una matriz {\displaystyle r\times n}

### Factorización de Schur
- Aplicable a: una matriz cuadrada A
- Factorización:

### Tridiagonalización
- Aplicable a: una matriz cuadrada simétrica A
- Factorización: